# خوزه لوئیس پوچتینو
خوزه لوئیس پوچتینو (انگلیسی: José Luis Pochettino؛ زادهٔ ۲۹ ژوئیهٔ ۱۹۶۵) بازیکن فوتبال اهل آرژانتین است.
از باشگاه‌هایی که در آن بازی کرده‌است می‌توان به باشگاه فوتبال اتلتیکو تیگره و باشگاه فوتبال داندی یونایتد اشاره کرد.